# Agustín Ross

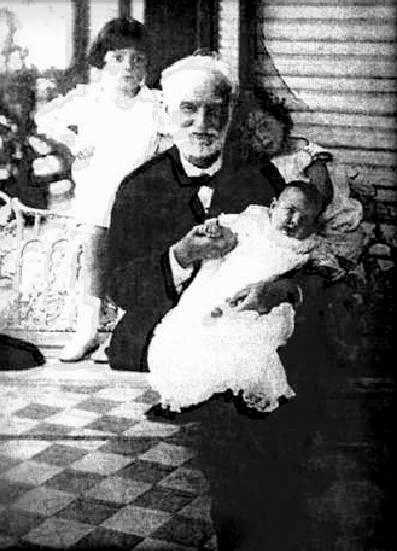
Agustín Ross em 1915, em Pichilemu.

Agustín Ross Edwards  (5 de fevereiro de 1844, La Serena, Chile - 20 de outubro de 1926, Viña del Mar, Chile) foi um político chileno, diplomático e banqueiro. Ele foi filho de David Ross e Carmen Edwards. Era casado com Susana Ferari.

## Biografia
Ross estudou no Carlos Black e Simon Kerr School, em La Serena. Mais tarde ele foi para a Escócia, onde estudou na Queen Street Institution, entre 1856 e 1860. Participou nos comércios do banco da família Edwards. Ele era o agente privado em Londres, da Junta de Governo da cidade de Iquique em 1891. Ele foi ministro y na Grã-Bretanha em Fevereiro de 1892.
Ross foi para Pichilemu circa 1890, e ele comprou algumas áreas da cidade. Em San Fernando, em setembro de 1885, ele comprou a propriedade de Francisco Torrealba, um terreno na praia de Pichilemu. Ele construiu o Hotel Ross com um design de estilo europeu, atribuindo Evaristo Merino como seu administrador, entretanto, começou a promover Pichilemu em cidades como Santiago de Chile. Mais tarde, ele construiu o Casino Ross e o Parque Ross.
Ross foi militante do Partido Nacional do Chile. Ele foi senador da província de Coquimbo entre 1897 e 1903.
Ross morreu em 26 de outubro de 1926, em Viña del Mar. Sua sucessão doado ao Município de Pichilemu sua floresta, esplanadas, parque, entre outros, com a condição que deve ser atendido dignamente.